# Anna Massey
Anna Raymond Massey (født 11. september 1937, død 3. juli 2011) var en engelsk skuespiller, der blandt andet er kendt for at spille voldtægts- og mordoffer i Alfred Hitchcocks Frenzy (1972) samt for sin hovedrolle i tv-filmatiseringen af romanen Hotel du Lac (1986).
Massey var datter af et skuespillerpar, canadisk-amerikanske Raymond Massey og engelske Adrienne Allen, og hendes bror Daniel Massey var ligeledes skuespiller. Anna Massey fik scenedebut i 1955 i The Reluctant Debutante uden at have en formel uddannelse, og hun blev nomineret til en Tony Award for sin præstation. Hun var en alsidig skuespiller, der optrådte både på scenen, i film og på tv. Således modtog hun en Laurence Olivier-teaterpris for sin rolle som fru Prism i en opsætning af Bunbury (The Importance of Being Earnest) på National Theatre i 1982, og hendes præstation i tv-filmen Hotel du Lac (1986) indbragte hende en Bafta året efter.
Anna Massey var gift med skuespillerkollegaen Jeremy Brett (1958-1962), med hvem hun fik sønnen David, og fra 1988 med lægen Uri Andres. Hun modtog i 2005 en CBE for sin indsats inden for skuespil.

## Filmografi
Anna Massey har blandt andet medvirket i følgende spillefilm:
- Fotomodeller jages (1960)
- Bunny Lake savnes (1965)
- Spejlkrigen (1970)
- Frenzy (1972)
- Et dukkehjem (1973)
- Sweet William (1980)
- Bjergbestigeren (1982)
- Sacred Hearts (1985)